# جورج هارفي واتسون
جورج هارفي واتسون هو سياسي كندي، ولد في 1879، وتوفي في 1947. انتخب عضو المجلس التشريعي من ساسكاتشوان.